# Saint-André-de-Majencoules
Pour les articles homonymes, voir Saint-André.
Saint-André-de-Majencoules est une commune française située dans l'ouest du département du Gard, en région Occitanie. Outre le village de Saint-André-de-Majencoules lui-même, la commune regroupe plusieurs autres villages, hameaux et lieux-dits dont Pont-d'Hérault et Le Rey.
Exposée à un climat méditerranéen, elle est drainée par l'Hérault, l'Arre, l'Arboux, la Valniérette et par divers autres petits cours d'eau. Incluse dans les Cévennes, la commune possède un patrimoine naturel remarquable composé de trois zones naturelles d'intérêt écologique, faunistique et floristique.
Saint-André-de-Majencoules est une commune rurale qui compte 600 habitants en 2022, après avoir connu un pic de population de 2 024 habitants en 1851. Elle fait partie de l'aire d'attraction du Vigan. Ses habitants sont appelés les Andrémajencoulois et Andrémajencouloises.
Le patrimoine architectural de la commune comprend un immeuble protégé au titre des monuments historiques : une maison, inscrite en 1980.

## Géographie
|           | Val-d'Aigoual              |               |
| Mandagout | Saint-André-de-Majencoules | Saint-Martial |
| Le Vigan  | Roquedur                   | Sumène        |

### Climat
Pour des articles plus généraux, voir Climat de l'Occitanie et Climat du Gard.
En 2010, le climat de la commune est de type climat méditerranéen franc, selon une étude s'appuyant sur une série de données couvrant la période 1971-2000. En 2020, Météo-France publie une typologie des climats de la France métropolitaine dans laquelle la commune est dans une zone de transition entre le climat de montagne et le climat méditerranéen et est dans la région climatique Provence, Languedoc-Roussillon, caractérisée par une pluviométrie faible en été, un très bon ensoleillement (2 600 h/an), un été chaud (21,5 °C), un air très sec en été, sec en toutes saisons, des vents forts (fréquence de 40 à 50 % de vents > 5 m/s) et peu de brouillards.
Pour la période 1971-2000, la température annuelle moyenne est de 13,1 °C, avec une amplitude thermique annuelle de 16,3 °C. Le cumul annuel moyen de précipitations est de 1 289 mm, avec 8,5 jours de précipitations en janvier et 3,9 jours en juillet. Pour la période 1991-2020, la température moyenne annuelle observée sur la station météorologique la plus proche, située sur la commune de Saint-Martial à 5 km à vol d'oiseau, est de 14,0 °C et le cumul annuel moyen de précipitations est de 1 247,1 mm,. Pour l'avenir, les paramètres climatiques de la commune estimés pour 2050 selon différents scénarios d'émission de gaz à effet de serre sont consultables sur un site dédié publié par Météo-France en novembre 2022.

### Milieux naturels et biodiversité

#### Espaces protégés
La protection réglementaire est le mode d’intervention le plus fort pour préserver des espaces naturels remarquables et leur biodiversité associée,.
Dans ce cadre, la commune fait partie de l'aire d'adhésion du Parc national des Cévennes. Ce  parc national, créé en 1967, est un territoire de moyenne montagne formé de cinq entités géographiques : le massif de l'Aigoual, le causse Méjean avec les gorges du Tarn et de la Jonte, le mont Lozère, les vallées cévenoles ainsi que le piémont cévenol.
La commune fait partie de la zone de transition des Cévennes, un territoire d'une superficie de 116 032 ha reconnu réserve de biosphère par l'UNESCO en 1985 pour la mosaïque de milieux naturels qui la composent et qui abritent une biodiversité exceptionnelle, avec 2 400 espèces animales, 2 300 espèces de plantes à fleurs et de fougères, auxquelles s’ajoutent d’innombrables mousses, lichens, champignons,.

#### Zones naturelles d'intérêt écologique, faunistique et floristique
L’inventaire des zones naturelles d'intérêt écologique, faunistique et floristique (ZNIEFF) a pour objectif de réaliser une couverture des zones les plus intéressantes sur le plan écologique, essentiellement dans la perspective d’améliorer la connaissance du patrimoine naturel national et de fournir aux différents décideurs un outil d’aide à la prise en compte de l’environnement dans l’aménagement du territoire.
Deux ZNIEFF de type 1 sont recensées sur la commune :
la « rivière de l'Hérault à Pont-d'Hérault, l'Arre aval et ruisseaux confluents » (136 ha), couvrant 6 communes du département, et 
la « rivière de l'Hérault à Valleraugue » (91 ha), couvrant 3 communes du département
et une ZNIEFF de type 2, : 
les « vallées amont de l'Hérault » (21 533 ha), couvrant 23 communes dont 22 dans le Gard et 1 dans l'Hérault.

Carte des ZNIEFF de type 1 et 2 à Saint-André-de-Majencoules.
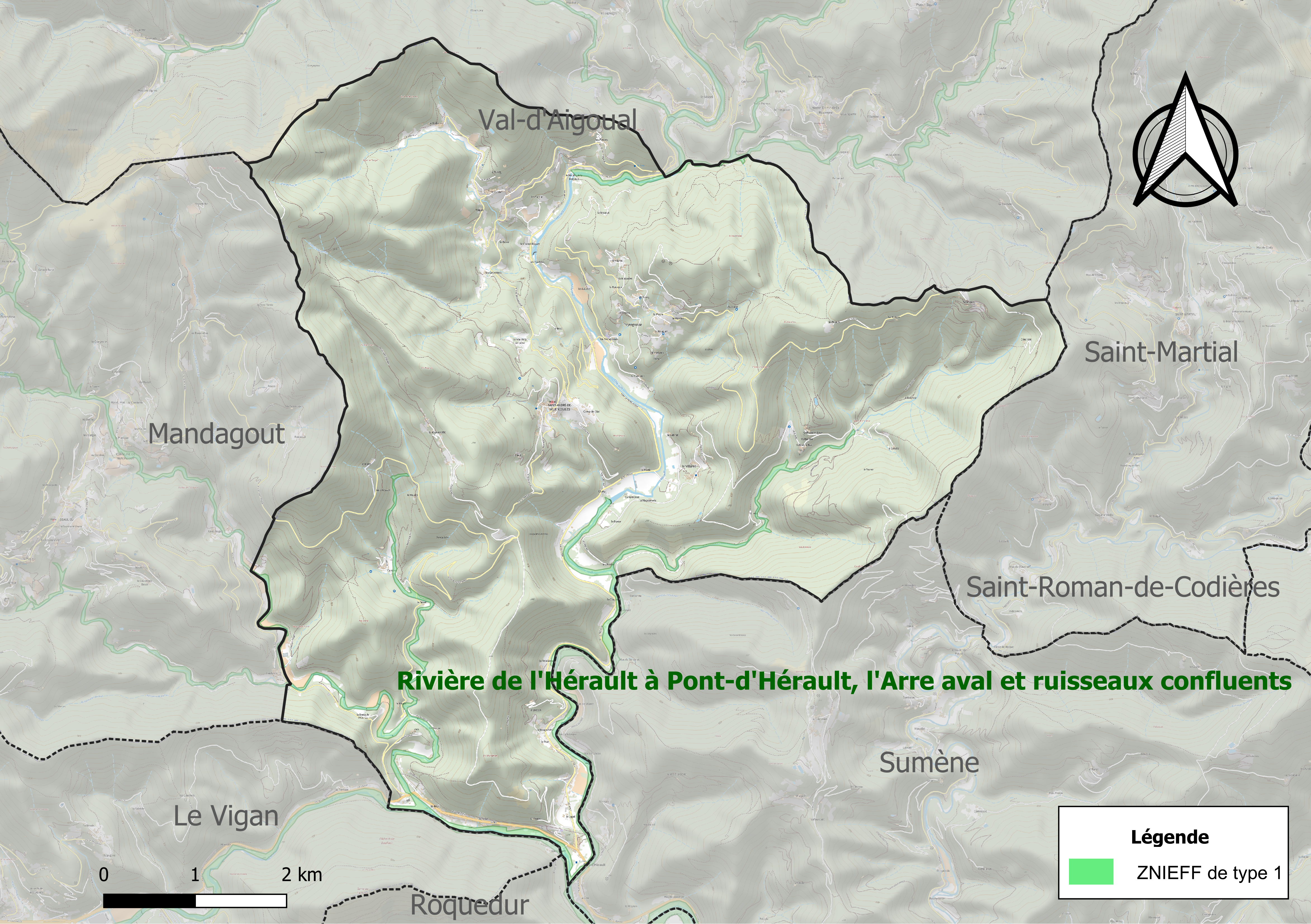
Carte des ZNIEFF de type 1 sur la commune.
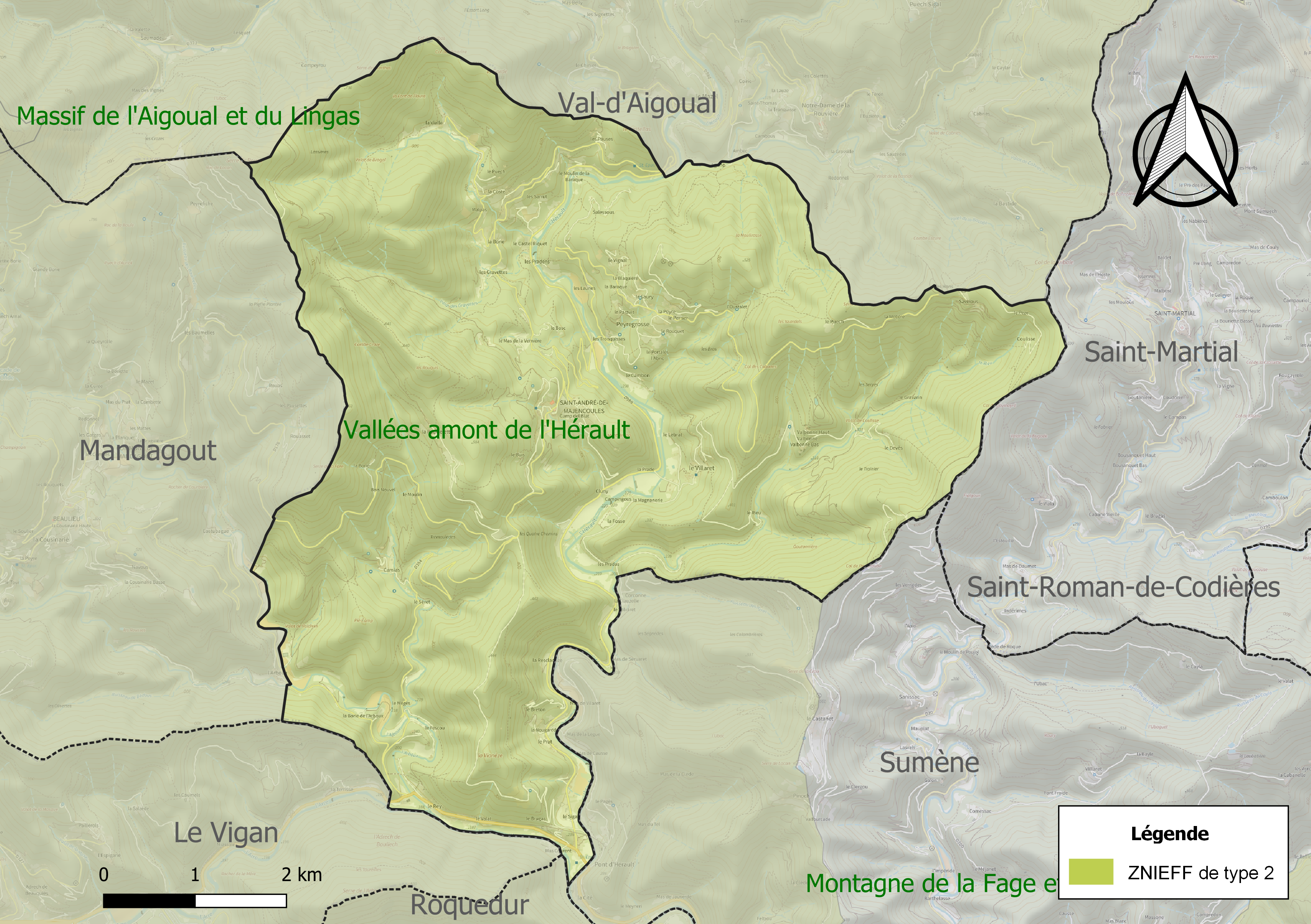
Carte de la ZNIEFF de type 2 sur la commune.

## Urbanisme

### Typologie
Au 1er janvier 2024, Saint-André-de-Majencoules est catégorisée commune rurale à habitat dispersé, selon la nouvelle grille communale de densité à sept niveaux définie par l'Insee en 2022.
Elle est située hors unité urbaine. Par ailleurs la commune fait partie de l'aire d'attraction du Vigan, dont elle est une commune de la couronne,. Cette aire, qui regroupe 20 communes, est catégorisée dans les aires de moins de 50 000 habitants,.

### Occupation des sols
L'occupation des sols de la commune, telle qu'elle ressort de la base de données européenne d’occupation biophysique des sols Corine Land Cover (CLC), est marquée par l'importance des forêts et milieux semi-naturels (89,3 % en 2018), une proportion sensiblement équivalente à celle de 1990 (90,1 %). La répartition détaillée en 2018 est la suivante : 
forêts (86,5 %), zones agricoles hétérogènes (10,7 %), milieux à végétation arbustive et/ou herbacée (2,8 %). L'évolution de l’occupation des sols de la commune et de ses infrastructures peut être observée sur les différentes représentations cartographiques du territoire : la carte de Cassini (XVIIIe siècle), la carte d'état-major (1820-1866) et les cartes ou photos aériennes de l'IGN pour la période actuelle (1950 à aujourd'hui).

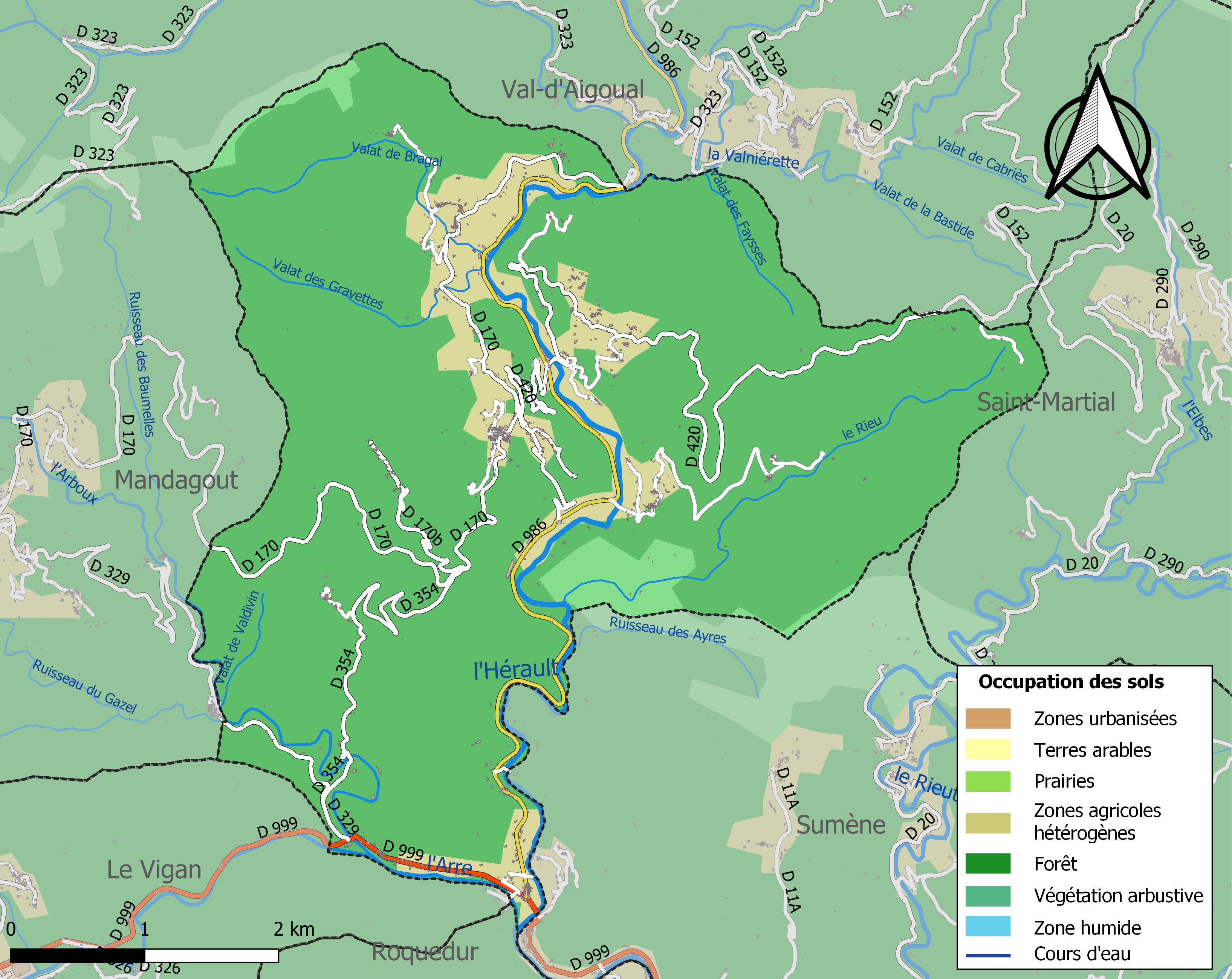
Carte des infrastructures et de l'occupation des sols de la commune en 2018 (CLC).

### Risques majeurs
Le territoire de la commune de Saint-André-de-Majencoules est vulnérable à différents aléas naturels : météorologiques (tempête, orage, neige, grand froid, canicule ou sécheresse), inondations, feux de forêts, mouvements de terrains et séisme (sismicité faible). Il est également exposé à un risque technologique, le transport de matières dangereuses, et à un risque particulier : le risque de radon. Un site publié par le BRGM permet d'évaluer simplement et rapidement les risques d'un bien localisé soit par son adresse soit par le numéro de sa parcelle.

#### Risques naturels
Certaines parties du territoire communal sont susceptibles d’être affectées par le risque d’inondation par débordement de cours d'eau et par une crue torrentielle ou à montée rapide de cours d'eau, notamment l'Hérault  et l'Arre. La commune a été reconnue en état de catastrophe naturelle au titre des dommages causés par les inondations et coulées de boue survenues en 1982, 1994, 1995, 1997, 2002, 2006, 2011, 2014 et 2020,.

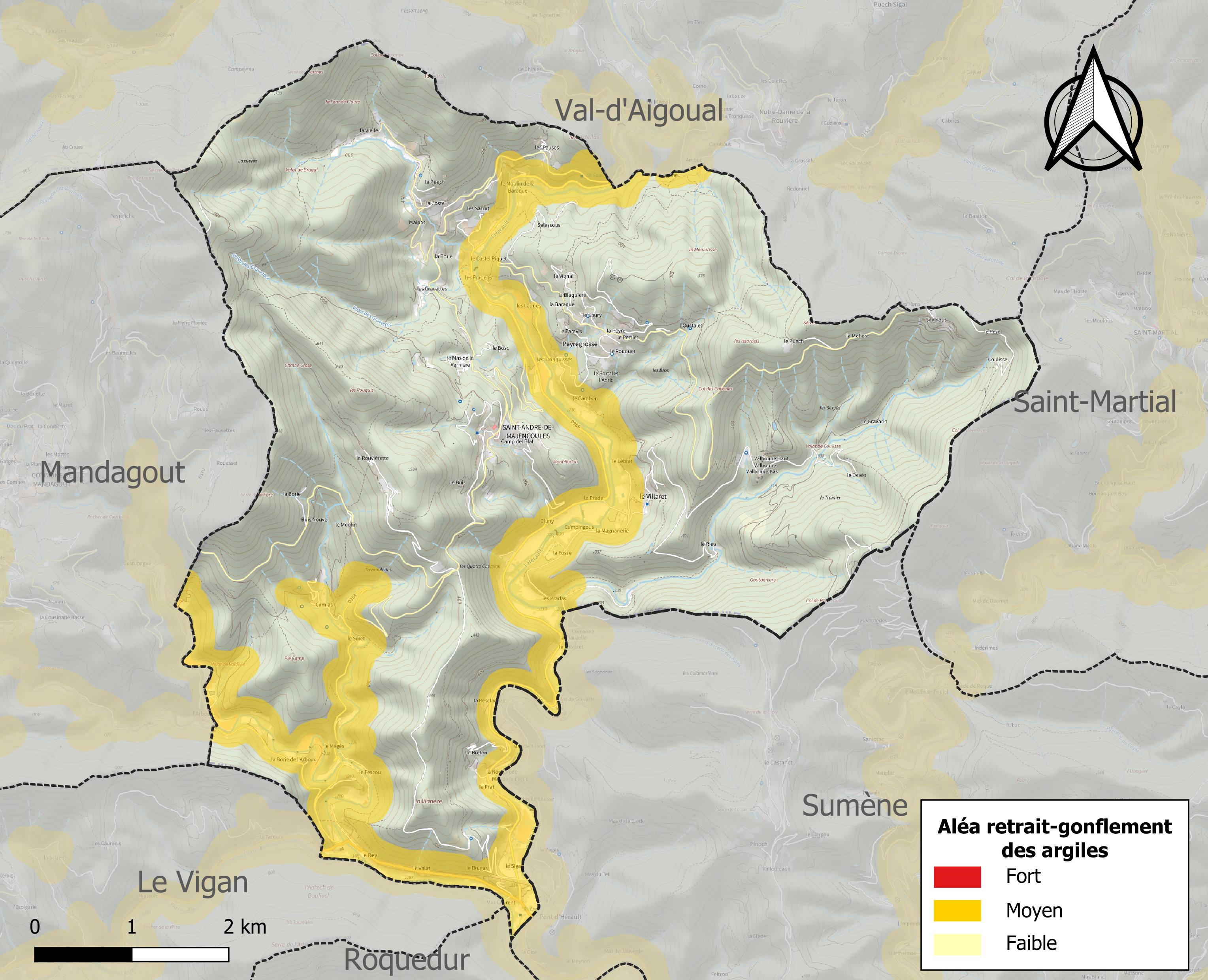
Carte des zones d'aléa retrait-gonflement des sols argileux de Saint-André-de-Majencoules.

La commune est vulnérable au risque de mouvements de terrains constitué principalement du retrait-gonflement des sols argileux. Cet aléa est susceptible d'engendrer des dommages importants aux bâtiments en cas d’alternance de périodes de sécheresse et de pluie. 19,2 % de la superficie communale est en aléa moyen ou fort (67,5 % au niveau départemental et 48,5 % au niveau national). Sur les 514 bâtiments dénombrés sur la commune en 2019, 187 sont en aléa moyen ou fort, soit 36 %, à comparer aux 90 % au niveau départemental et 54 % au niveau national. Une cartographie de l'exposition du territoire national au retrait gonflement des sols argileux est disponible sur le site du BRGM,.
Par ailleurs, afin de mieux appréhender le risque d’affaissement de terrain, l'inventaire national des cavités souterraines permet de localiser celles situées sur la commune.

#### Risques technologiques
Le risque de transport de matières dangereuses sur la commune est lié à sa traversée par des infrastructures routières ou ferroviaires importantes ou la présence d'une canalisation de transport d'hydrocarbures. Un accident se produisant sur de telles infrastructures est en effet susceptible d’avoir des effets graves au bâti ou aux personnes jusqu’à 350 m, selon la nature du matériau transporté. Des dispositions d’urbanisme peuvent être préconisées en conséquence.

#### Risque particulier
Dans plusieurs parties du territoire national, le radon, accumulé dans certains logements ou autres locaux, peut constituer une source significative d’exposition de la population aux rayonnements ionisants. Certaines communes du département sont concernées par le risque radon à un niveau plus ou moins élevé. Selon la classification de 2018, la commune de Saint-André-de-Majencoules est classée en zone 3, à savoir zone à potentiel radon significatif.

## Histoire
Le village fait partie de l'« enclave catholique », notamment avec les villages voisins de Notre-Dame-de-la-Rouvière, Saint-Martial, etc.
Au cours de la Révolution française, la commune porte provisoirement les noms de Majencoules et de Majencoules-l'Hérault.
Le village est un lieu historique du rallye automobile Français, ayant accueilli durant très longtemps le Critérium des Cévennes.

## Héraldique
| Blason de Saint-André-de-Majencoules | Blason  | De gueules au sautoir alésé d'argent, au chef aussi d'argent chargé d'une étoile de gueules accostée de deux croissants du même. |
| Blason de Saint-André-de-Majencoules | Détails | Le statut officiel du blason reste à déterminer.                                                                                 |

## Politique et administration
| Période                                  | Période      | Identité           | Étiquette | Qualité    |
| ---------------------------------------- | ------------ | ------------------ | --------- | ---------- |
| avant 1995                               | ?            | Henri Ruas         |           |            |
| mars 2001                                | 29 mars 2014 | Christiane d'Arnal | DVD       |            |
| 29 mars 2014                             | en cours,    | Christophe Boisson |           | Commerçant |
| Les données manquantes sont à compléter. |              |                    |           |            |

### Circonscription
La commune fait partie de la cinquième circonscription du Gard dont le député est Alexandre Allegret-Pilot (RN).

## Démographie
L'évolution du nombre d'habitants est connue à travers les recensements de la population effectués dans la commune depuis 1793. Pour les communes de moins de 10 000 habitants, une enquête de recensement portant sur toute la population est réalisée tous les cinq ans, les populations de référence des années intermédiaires étant quant à elles estimées par interpolation ou extrapolation. Pour la commune, le premier recensement exhaustif entrant dans le cadre du nouveau dispositif a été réalisé en 2005.

En 2022, la commune comptait 600 habitants, en évolution de −0,17 % par rapport à 2016 (Gard : +2,97 %, France hors Mayotte : +2,11 %).
| 1793  | 1800  | 1806  | 1821  | 1831  | 1836  | 1841  | 1846  | 1851  |
| ----- | ----- | ----- | ----- | ----- | ----- | ----- | ----- | ----- |
| 1 554 | 1 296 | 1 604 | 1 549 | 1 722 | 1 817 | 1 845 | 1 954 | 2 024 |

| 1856  | 1861  | 1866  | 1872  | 1876  | 1881  | 1886  | 1891  | 1896  |
| ----- | ----- | ----- | ----- | ----- | ----- | ----- | ----- | ----- |
| 1 881 | 1 801 | 1 631 | 1 718 | 1 715 | 1 619 | 1 554 | 1 578 | 1 468 |

| 1901  | 1906  | 1911  | 1921  | 1926  | 1931  | 1936 | 1946 | 1954 |
| ----- | ----- | ----- | ----- | ----- | ----- | ---- | ---- | ---- |
| 1 387 | 1 441 | 1 506 | 1 177 | 1 065 | 1 011 | 930  | 830  | 789  |

| 1962 | 1968 | 1975 | 1982 | 1990 | 1999 | 2005 | 2006 | 2010 |
| ---- | ---- | ---- | ---- | ---- | ---- | ---- | ---- | ---- |
| 736  | 661  | 588  | 547  | 564  | 556  | 569  | 563  | 621  |

| 2015 | 2020 | 2022 | - | - | - | - | - | - |
| ---- | ---- | ---- | - | - | - | - | - | - |
| 604  | 603  | 600  | - | - | - | - | - | - |

## Économie

### Revenus
En 2018  (données Insee publiées en septembre 2021), la commune compte 270 ménages fiscaux, regroupant 534 personnes. La médiane du revenu disponible par unité de consommation est de 17 800 € (20 020 € dans le département).

### Emploi
|                | 2008   | 2013   | 2018   |
| -------------- | ------ | ------ | ------ |
| Commune        | 11,3 % | 13,3 % | 10,5 % |
| Département    | 10,6 % | 12 %   | 12 %   |
| France entière | 8,3 %  | 10 %   | 10 %   |

En 2018, la population âgée de 15 à 64 ans s'élève à 338 personnes, parmi lesquelles on compte 73,5 % d'actifs (63 % ayant un emploi et 10,5 % de chômeurs) et 26,5 % d'inactifs,. En  2018, le taux de chômage communal (au sens du recensement) des 15-64 ans est inférieur à celui du département, mais supérieur à celui de la France, alors qu'en 2008 il était supérieur à celui du département.
La commune fait partie de la couronne de l'aire d'attraction du Vigan, du fait qu'au moins 15 % des actifs travaillent dans le pôle,. Elle compte 112 emplois en 2018, contre 123 en 2013 et 97 en 2008. Le nombre d'actifs ayant un emploi résidant dans la commune est de 217, soit un indicateur de concentration d'emploi de 51,7 % et un taux d'activité parmi les 15 ans ou plus de 49,1 %.
Sur ces 217 actifs de 15 ans ou plus ayant un emploi, 65 travaillent dans la commune, soit 30 % des habitants. Pour se rendre au travail, 83,2 % des habitants utilisent un véhicule personnel ou de fonction à quatre roues, 2,3 % les transports en commun, 4,2 % s'y rendent en deux-roues, à vélo ou à pied et 10,5 % n'ont pas besoin de transport (travail au domicile).

### Activités hors agriculture

#### Secteurs d'activités
68 établissements sont implantés  à Saint-André-de-Majencoules au 31 décembre 2019. Le tableau ci-dessous en détaille le nombre par secteur d'activité et compare les ratios avec ceux du département,.
| Secteur d'activité                                                                                        | Commune | Commune | Département |
| Secteur d'activité                                                                                        | Nombre  | %       | %           |
| --- | ------- | ------- | ----------- |
| Ensemble                                                                                                  | 68      |         |             |
| Industrie manufacturière, industries extractives et autres                                                | 7       | 10,3 %  | (7,9 %)     |
| Construction                                                                                              | 8       | 11,8 %  | (15,5 %)    |
| Commerce de gros et de détail, transports, hébergement et restauration                                    | 23      | 33,8 %  | (30 %)      |
| Information et communication                                                                              | 2       | 2,9 %   | (2,2 %)     |
| Activités immobilières                                                                                    | 3       | 4,4 %   | (4,1 %)     |
| Activités spécialisées, scientifiques et techniques et activités de services administratifs et de soutien | 8       | 11,8 %  | (14,9 %)    |
| Administration publique, enseignement, santé humaine et action sociale                                    | 10      | 14,7 %  | (13,5 %)    |
| Autres activités de services                                                                              | 7       | 10,3 %  | (8,8 %)     |

Le secteur du commerce de gros et de détail, des transports, de l'hébergement et de la restauration est prépondérant sur la commune puisqu'il représente 33,8 % du nombre total d'établissements de la commune (23 sur les 68 entreprises implantées  à Saint-André-de-Majencoules), contre 30 % au niveau départemental.

#### Entreprises et commerces
Les cinq entreprises ayant leur siège social sur le territoire communal qui génèrent le plus de chiffre d'affaires en 2020 sont : 
- Srva 91, location de terrains et d'autres biens immobiliers (269 k€)
- Diagnos'thermo, analyses, essais et inspections techniques (98 k€)
- Monts & Merveilles, activités des parcs d'attractions et parcs à thèmes (60 k€)
- Pauses, location de terrains et d'autres biens immobiliers (54 k€)
- Aigoual Helicoptere, transports aériens de passagers (45 k€)

### Agriculture
La commune est dans les Cévennes, une petite région agricole occupant l'ouest du département du Gard. En 2020, l'orientation technico-économique de l'agriculture  sur la commune est la polyculture et/ou le polyélevage.
|               | 1988 | 2000  | 2010 | 2020 |
| ------------- | ---- | ----- | ---- | ---- |
| Exploitations | 37   | 19    | 12   | 23   |
| SAU (ha)      | 968  | 1 314 | 38   | 107  |

Le nombre d'exploitations agricoles en activité et ayant leur siège dans la commune est passé de 37 lors du recensement agricole de 1988  à 19 en 2000 puis à 12 en 2010 et enfin à 23 en 2020, soit une baisse de 38 % en 32 ans. Le même mouvement est observé à l'échelle du département qui a perdu pendant cette période 61 % de ses exploitations,. La surface agricole utilisée sur la commune a également diminué, passant de 968 ha en 1988 à 107 ha en 2020. Parallèlement la surface agricole utilisée moyenne par exploitation a baissé, passant de 26 à 5 ha.

## Culture locale et patrimoine

### Lieux et monuments

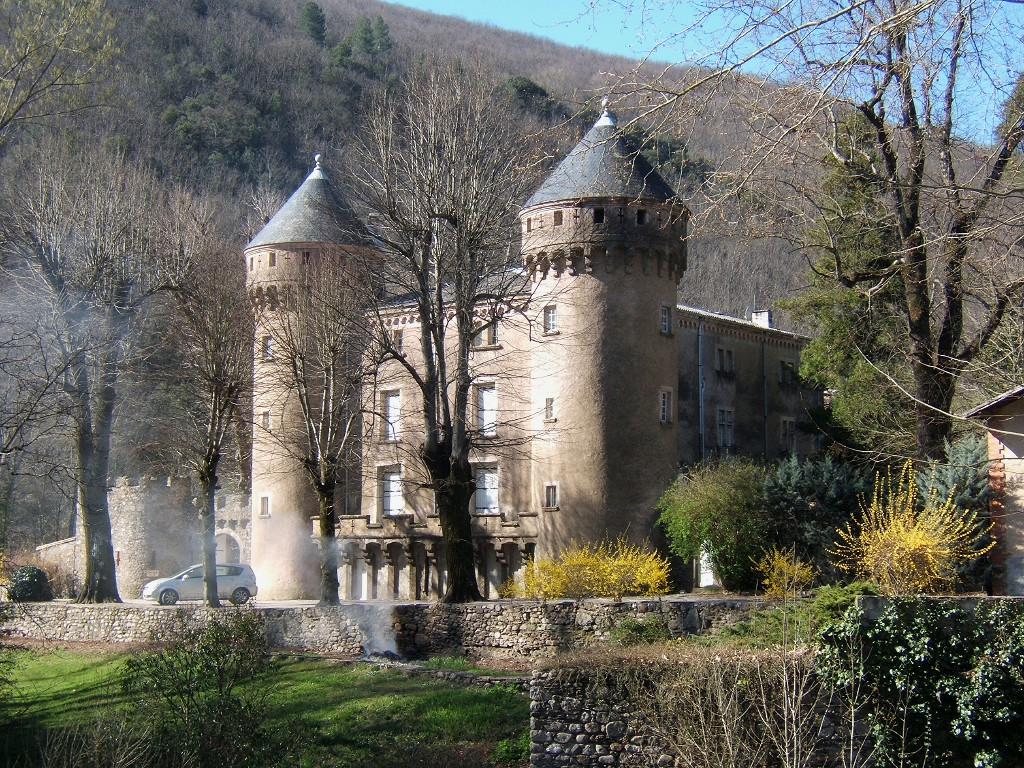
Le château du Rey.

- L'église paroissiale Saint-André de Saint-André-de-Majencoules dont le clocher est surmonté d'un campanile en fer forgé ;
- l'église de l'Immaculée-Conception du Sigal ;
- le temple de l'Église protestante unie de France du Rey ;
- l'église de Pont d'Hérault de la fin du XIXe siècle. Pèlerinage traditionnel du 15 août (fête de l'Assomption). Le hameau possède deux ponts sur l'Hérault, l'un routier, l'autre plus spectaculaire est le viaduc de l'ancien chemin de fer mis en service en 1874 ;
- le château de Saint-André-de-Majencoules. Ses bases remontent au XIIIe siècle, mais le bâtiment a été reconstruit et sérieusement remanié au XVIIIe siècle[40] ;
- le château du Rey. Ses bases remonteraient au XIIIe siècle. Incendié lors de la Révolution française, il a été restauré et profondément remanié dans les années 1840 à 1850, dans l'esprit « Troubadour » — très en vogue à l'époque[41]. Si les tours arborent des toitures coniques recouvertes d'ardoises, on regrettera que le reste de la couverture de l'édifice soit composé de tôles, de type canalite en fibro-ciment ;
- la filature de Peyregrosse. Usine de soie, propriété de M. Carrière, active en 1909 ;
- l'ancienne gare de Pont d'Hérault. Son allure est imposante pour un hameau, mais il faut se souvenir qu'elle desservait toute la haute vallée de l'Hérault (le projet de prolongation d'une ligne de chemin de fer jusqu'à Valleraugue au pied du mont Aigoual ne vit jamais le jour). Cette gare fit la couverture du magazine La Vie du Rail n°354 du 23 juin 1952, à propos d'un article sur la ligne Nîmes-Le Vigan.[réf. nécessaire]

### Personnalités liées à la commune
- Joseph Valette (né à Saint André en 1747) Théologien et prêtre catholique[42]
- Louis Abric (1886-1953), boulanger et écrivain de langue occitane, est né sur la commune[43] ;
- Albertine Sarrazin (1937-1967), écrivaine et première femme française à raconter sa vie de prostituée, de délinquante et son expérience en prison pour femmes, a élu domicile au hameau de Camias en 1964[44].